# شلوسفیپاخ
شلوسفیپاخ (به آلمانی: Schloßvippach) یک شهر در آلمان است که در زومردا واقع شده‌است. شلوسفیپاخ ۱٬۴۴۹ نفر جمعیت دارد.